# Dadi Dreucol
Dadi Dreucol (Màlaga, anys 80) és un artista urbà en actiu des de 2007. Instal·lat a València, és a esta ciutat on s'ha format i on es troba gran part de la seua obra.

## Biografia
El seu primer graffiti el va fer amb dotze anys, fascinat per l'estètica de la pintura urbana. Estudia Belles Arts a València, on s'instal·la. La seua sèrie de murals més famosa és la protagonitzada per un personatge seminu amb barba, que representa un individu sense lligams a cap norma o marca que vol trencar amb l'ordre establert.

## Galeria

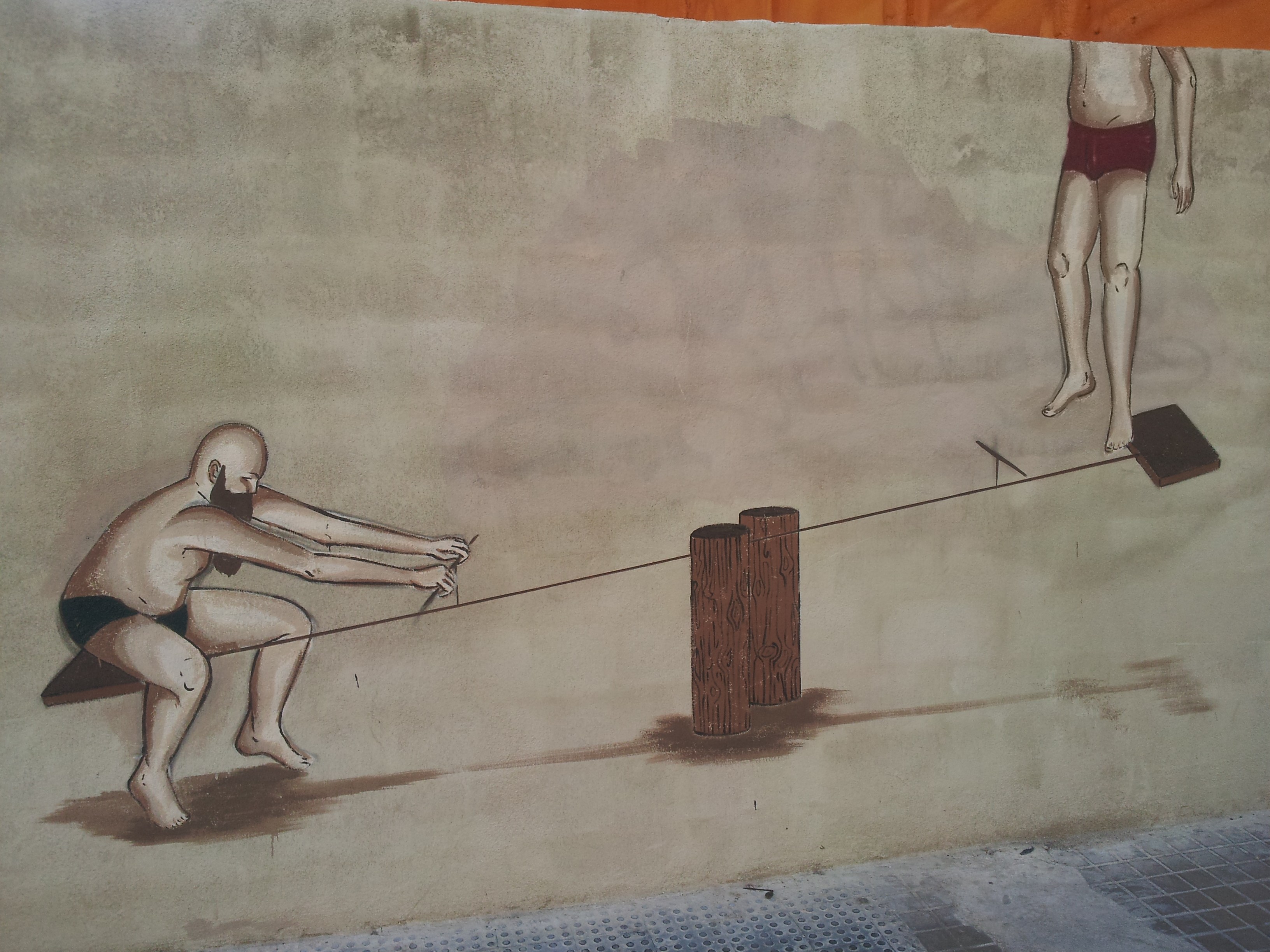
Graffiti al barri d'Albors.
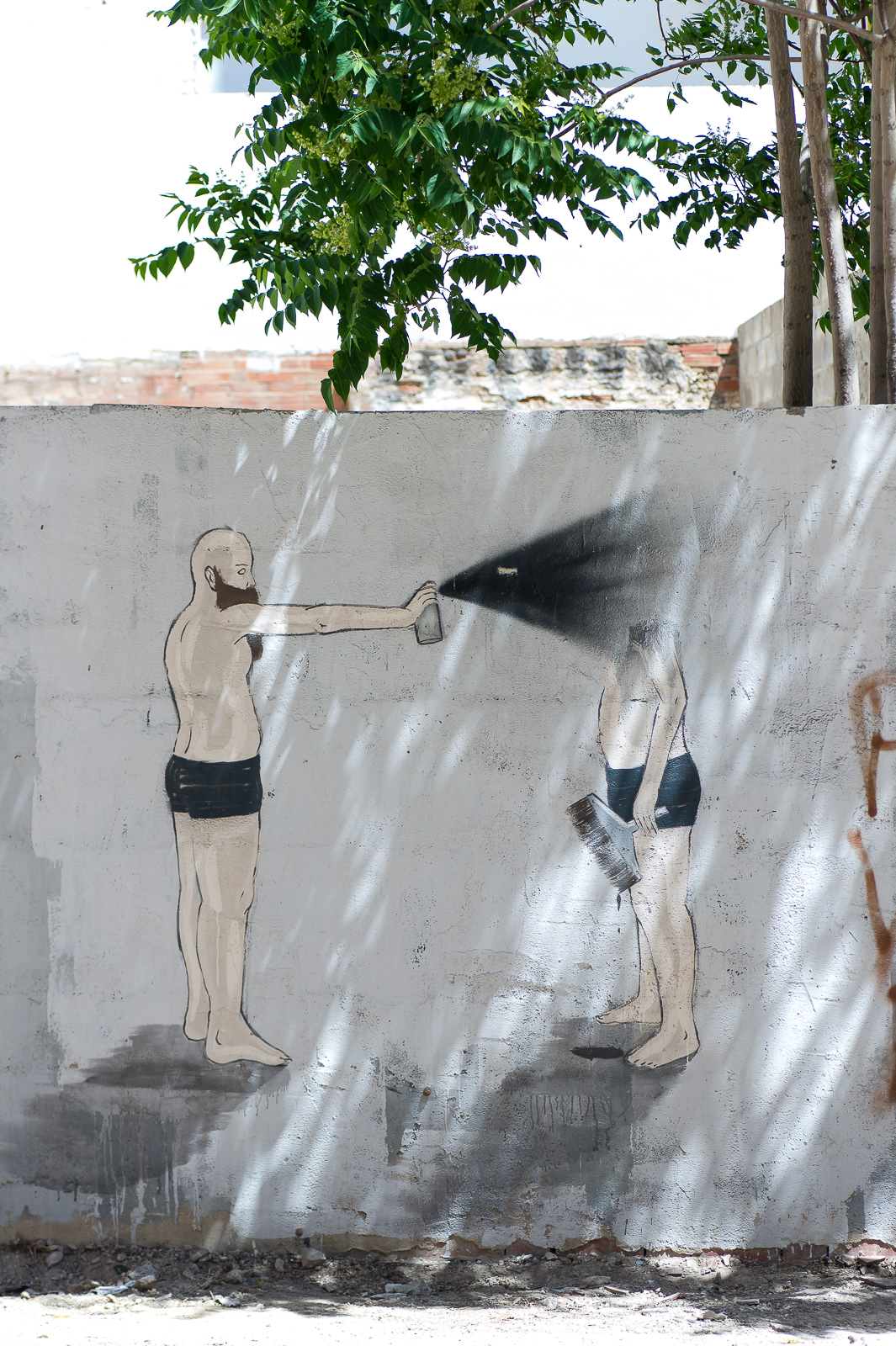
Graffiti a València.
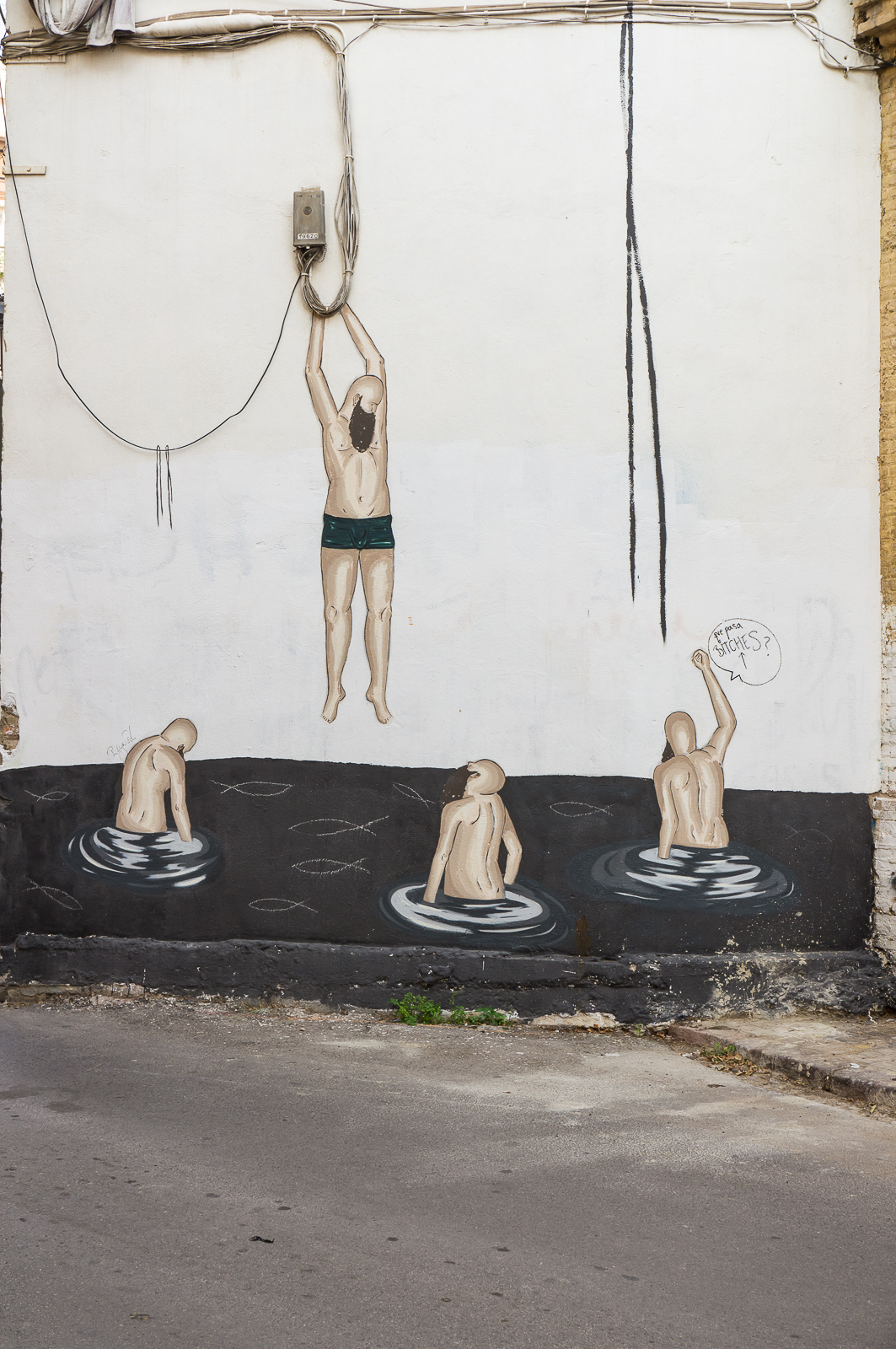
Graffiti al Carrer de Tarazona.
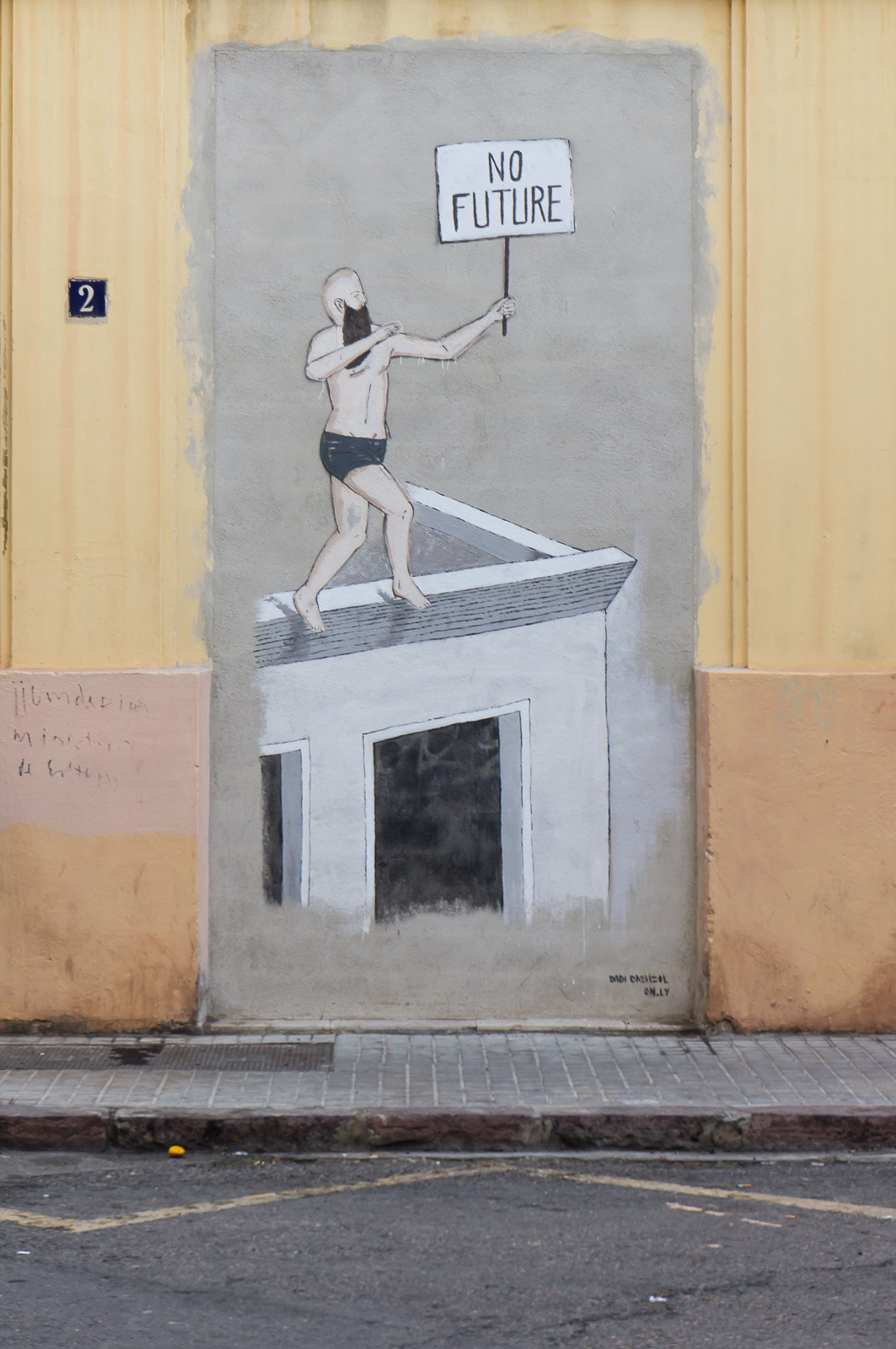
Graffiti al districte d'Extramurs (amb On_ly).
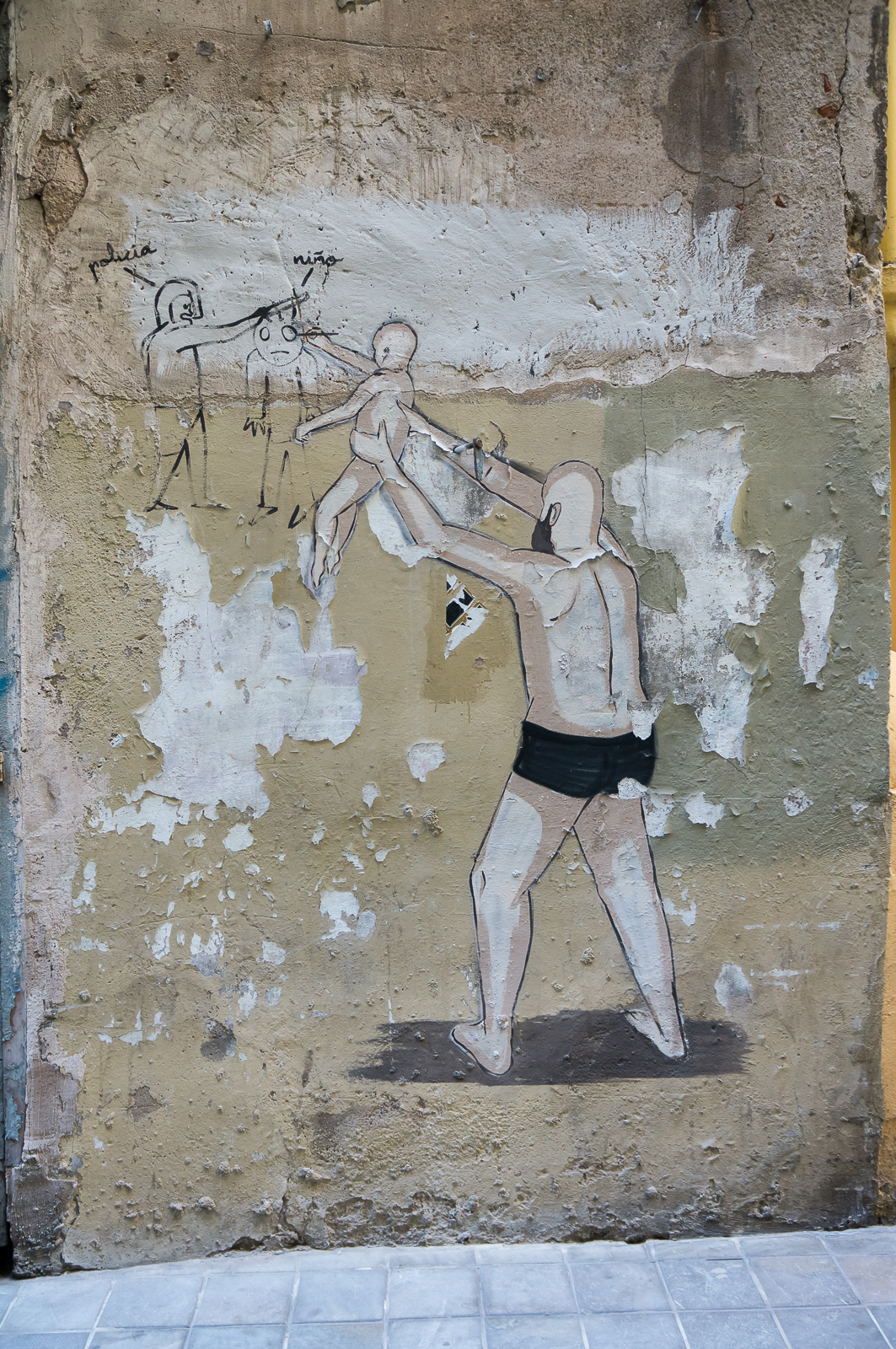
Graffiti a València.